# Озгур (Ош)
Озгур (кирг. Өзгүр — опережающий, быть впереди всех) — село в Жапалакской сельской управе вблизи города Ош.

## Географическое положение
Село находится на юго-востоке от города Ош.
Рельеф этого места разнообразен: на берегу реки есть много видов растений,
На юге и юго-западе граничит с селом Тулейкен, на севере-востоке с селом Он-Адыр.
Река Ак-Буура протекает сквозь село. На одном из берегов расположена водозаборная станция «Таза-Суу» и множество мест для отдыха.

## Население
Согласно оценочным данным Национального статистического комитета Кыргызской Республики, численность населения села на начало 2023 года составляла 4460 человек.

## История
Раньше село называлось «Конур-Жаз», что в переводе с киргизского означает «Ранняя весна».

## Производство
В селе работает водозаборная станция «Таза-Суу».

## Социальная сфера
Село Озгур делится на 5 кварталов (маале).
Население более 10 тыс. человек. 98 % киргизы. Остальные русские, узбеки, немцы, татары и др.
В селе есть две школы: «С.Алымкулова (Ж.Мамытова)», «Ак-буура».
Население занимается в основном торговлей, земледелием. Часть работоспособных людей находятся на территории России, Казахстана, Германии и Кореи.
В селе есть спортивный клуб «Озгур», спортсмены которого обладатели золотых, серебряных и бронзовых медалей многих международных и межрегиональных соревнований.